# San Cassiano (Comacchio)

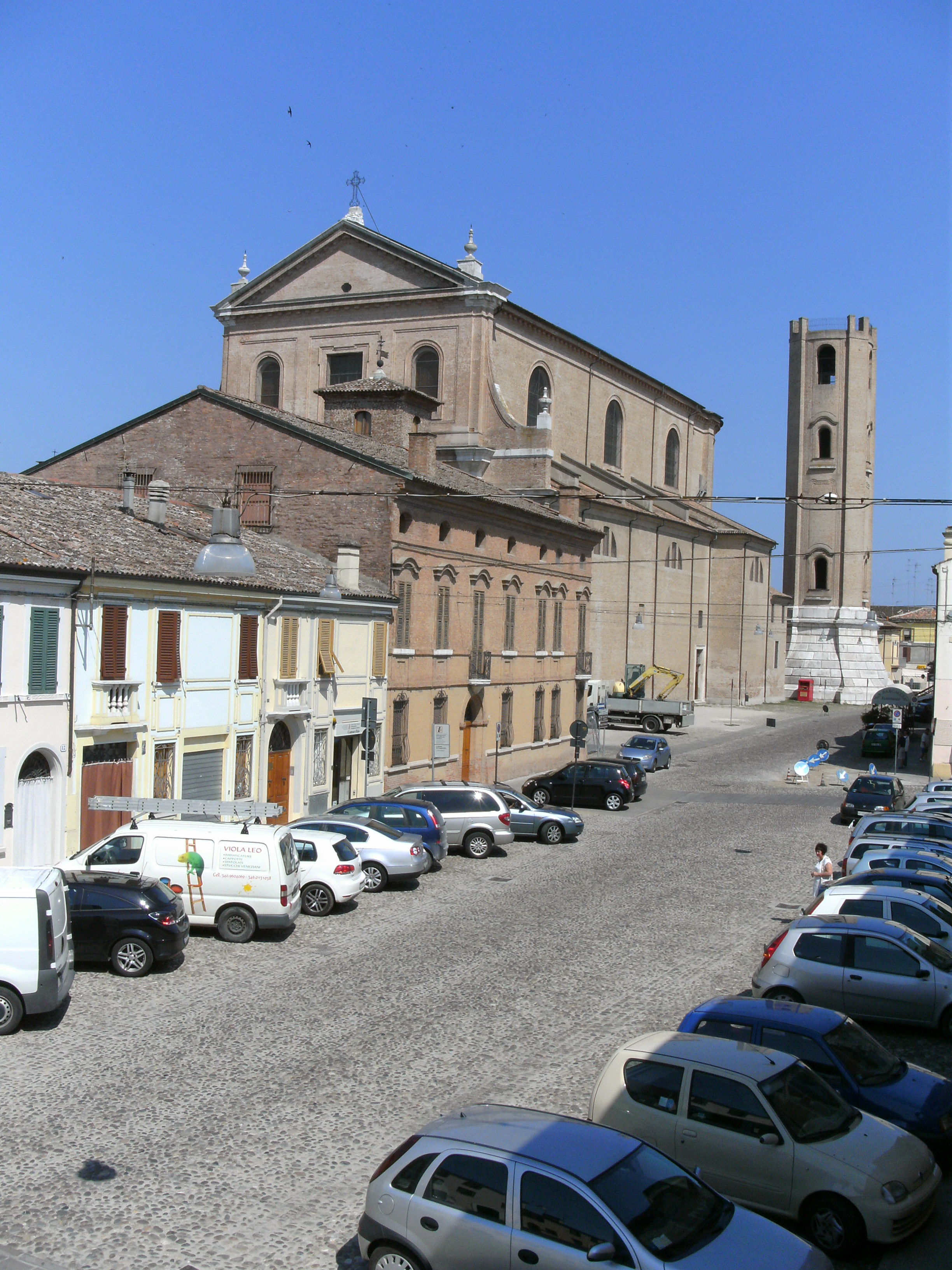
Die Kathedrale S. Cassiano schräg von vorne gesehen (Eingangstür ist durch die Häuserfront auf der linken Straßenseite verdeckt)

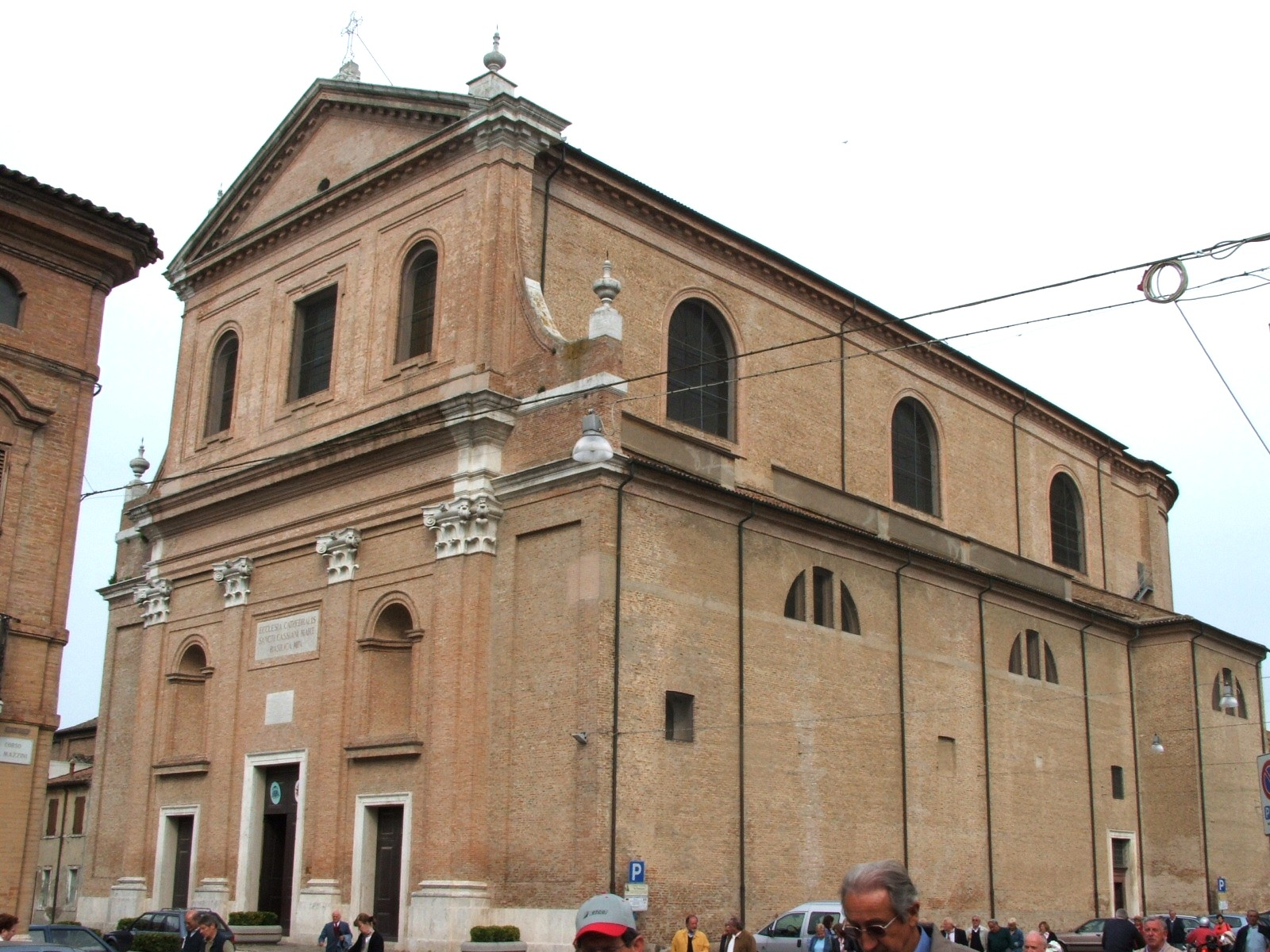
Frontseite des Doms S. Cassiano mit der Eingangstür in der Mitte

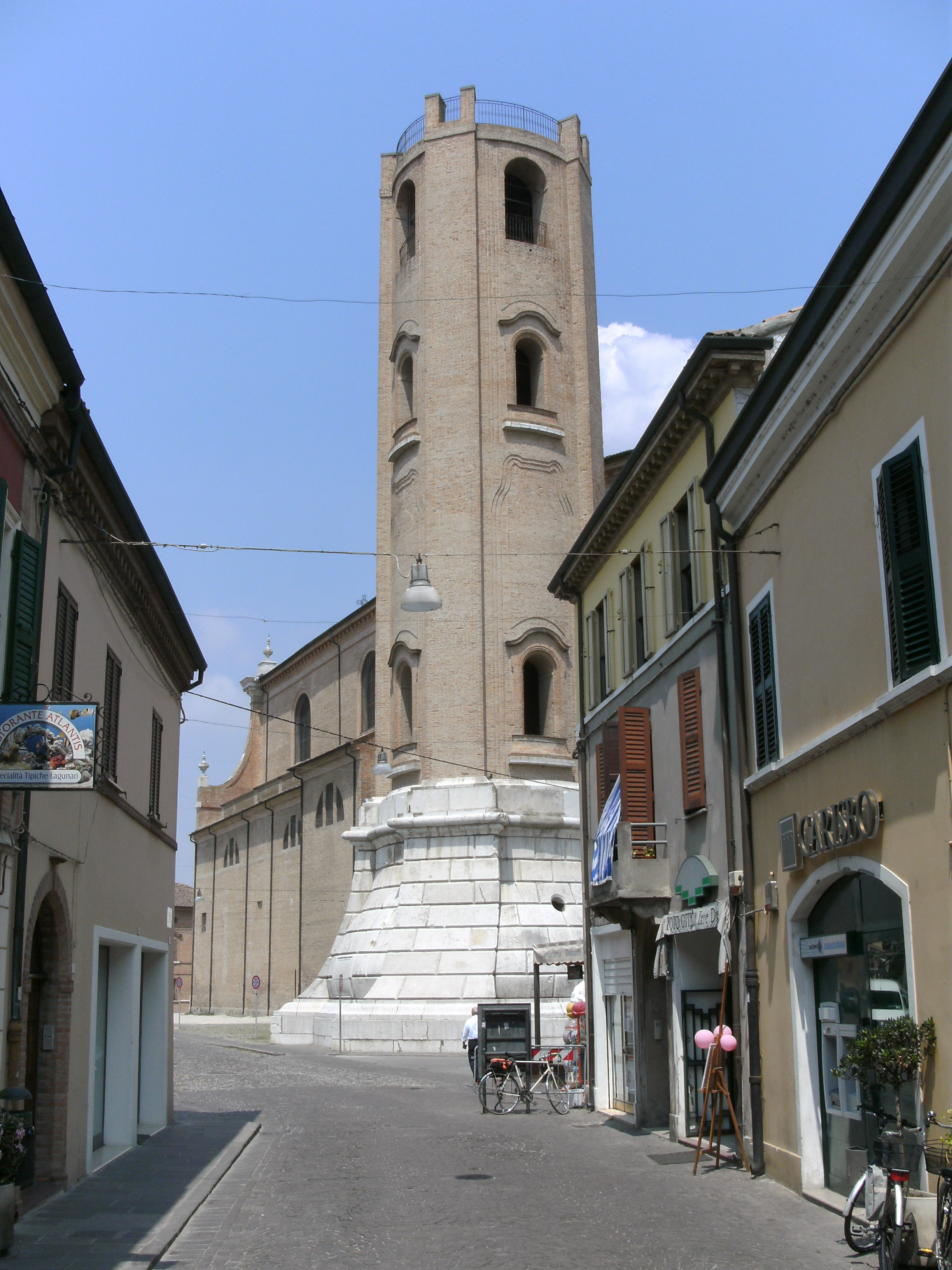
Der Glockenturm des Doms, von Osten gesehen.

San Cassiano ist die Hauptkirche der zur Provinz Ferrara gehörenden Stadt Comacchio in der Region Emilia-Romagna in Oberitalien. Sie war die Kathedrale des Bistums Comacchio, das 1986 dem Erzbistum Ferrara-Comacchio eingegliedert wurde, und ist heute Konkathedrale. Sie ist nach dem Schutzpatron der Stadt, dem hl. Kassian, benannt.

## Das Kirchengebäude und seine Geschichte
Comacchio war über tausend Jahre lang Bischofssitz. Die Anfänge des Doms gehen auf Planungen im 7. Jahrhundert unter Bischof Vincentius zurück, der das ursprüngliche Gebäude im Jahre 708 einweihte. Die Kathedrale wurde im 13. Jahrhundert neu erbaut. Der antike Dom des 8. Jahrhunderts bestand aus drei Schiffen. An den beiden Seiten des Hauptschiffs standen jeweils sechs mächtige Säulen mit Sockeln und Kapitellen, die die zwischen dem Hauptschiff und den beiden Seitenschiffen vorhandenen Bögen trugen. Jedes Kapitell trug das Wappen der Lagunenstadt, auf dem eine Flunder dargestellt ist.
Nachdem das Gebäude demoliert worden und baufällig geworden war, wurde ein neues errichtet. Den Grundstein legte Bischof Sigismondo Isei (* 1620), Bischof von 1655 bis 1670, am 25. März 1659. Das heutige Gebäude entstand zwischen 1694 und 1720, ist einschiffig, weist zwölf Seitenkapellen auf und hat die Abmessungen 62 mal 30 Meter. Der Dom hat ein Tonnengewölbe ohne Fresken oder Verzierungen.
Der Glockenturm steht etwas abseits neben dem Kirchenschiff, wie es in Venetien häufig der Fall ist. Er entstand im Jahr 1754, stürzte 1757 bis auf den massiven Rundsockel aus sogenanntem istrischen Naturstein ein, wurde 1766 neu errichtet, blieb jedoch unvollendet. Hundert Jahre später wurde er wieder aufgebaut; seine heutige Form stammt aus dem Jahre 1868.
Der neu errichtete Glockenturm war eine regional wichtige touristische Attraktion gewesen, da die obere Plattform für die Öffentlichkeit über eine Wendeltreppe  zugänglich war und als Aussichtsplattform genutzt werden konnte. Die Funktion als beliebter Aussichtsturm ist inzwischen verlorengegangen, weil der Treppenaufgang baufällig wurde und für die Öffentlichkeit gesperrt werden musste.
2006 wurden in der näheren Umgebung des Doms Ausgrabungen durchgeführt. Die Artefakte wurden vom 27. März bis 28. Juni 2009 in der Ausstellung ‚L’Isola del Vescovo‘ (Die Bischofsinsel) gezeigt, die in den Hallen des ehemaligen Krankenhauses S. Camillo durchgeführt wurde.

## Innenausstattung
Die Kathedrale weist einige Sehenswürdigkeiten auf, darunter
- Ölgemälde und Fresken von Biagio Bovi (17. Jahrhundert)
- die Statue des Schutzpatrons San Cassiano aus dem 16. Jahrhundert, die sich in einer Nische der Apsis befindet
- das Holzkruzifix eines ferraresischen Bildhauers aus dem 17. Jahrhundert
- eine S. Lucia darstellende Skulptur aus dem 9. Jahrhundert
- die 1728 von dem Orgelbauer Gian Domenico Traeri aus Modena fertiggestellte Orgel
- die Seitenkapelle unmittelbar rechts vor der Apsis, die den eingemauerten Sarkophag des Bischofs Gherardo Sante Menegazzi (1920–1938) nebst einer eingemauerten Tafel (mit Hinweis auf Bischof Tullio Sericci (1883–1902)) mit lateinischen Inschriften birgt (der Altar in dieser Seitenkapelle ist eine Marmor vortäuschende Attrappe aus Holz).

Interessant ist auch das doppelreihige Chorgestühl, eine Gabe des Bischofs D'Arcano.

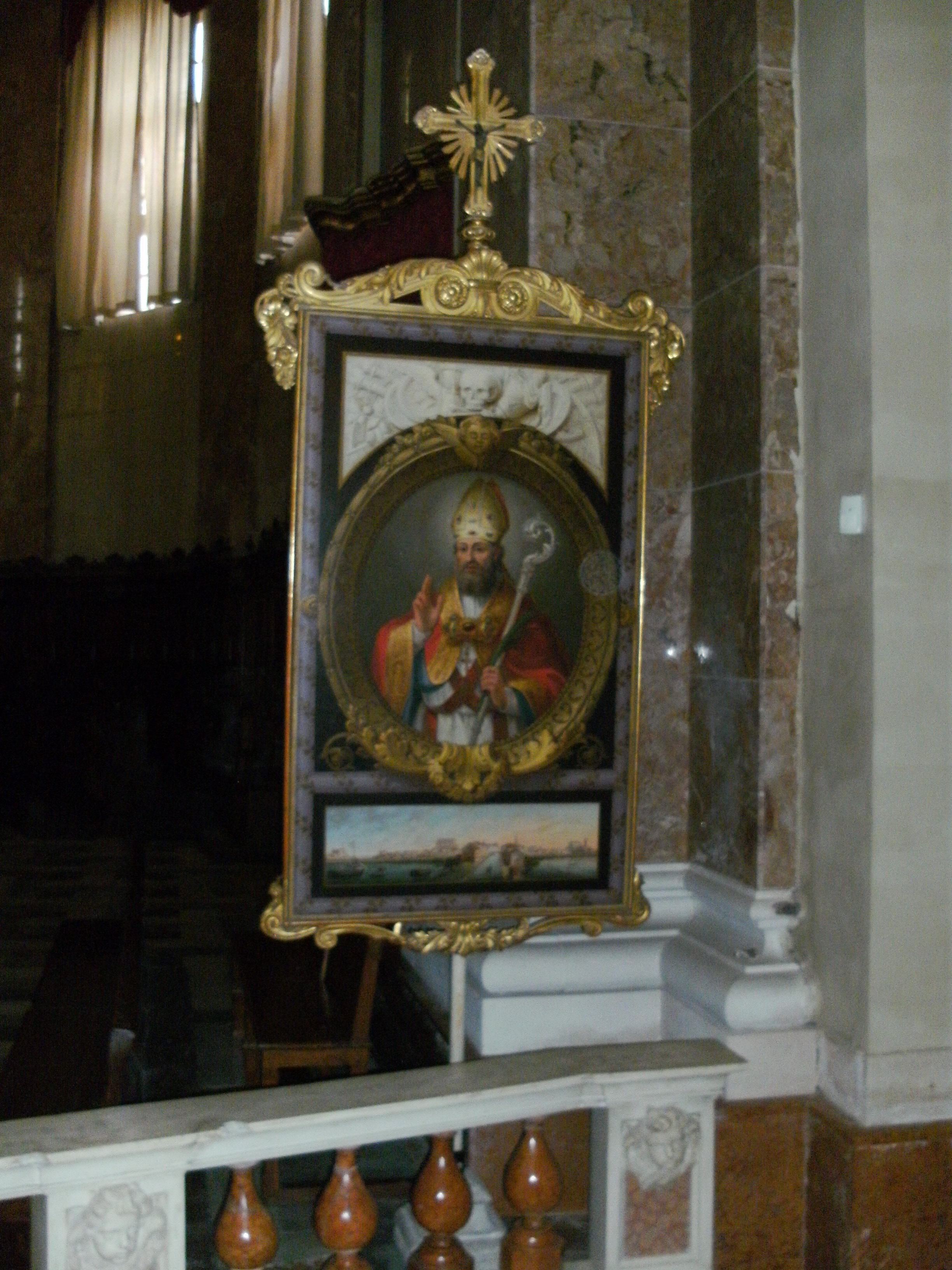
Neben der Apsis aufgestelltes zweiteiliges Ölgemälde; Oberteil: idealisierte Darstellung des hl. Cassiano, Unterteil: Silhouette der alten Lagunenstadt Comacchio  mit Zufahrtsbrücke, von Osten aus gesehen (vermutlich ferraresische Malerei des 17. oder 18. Jahrhunderts).
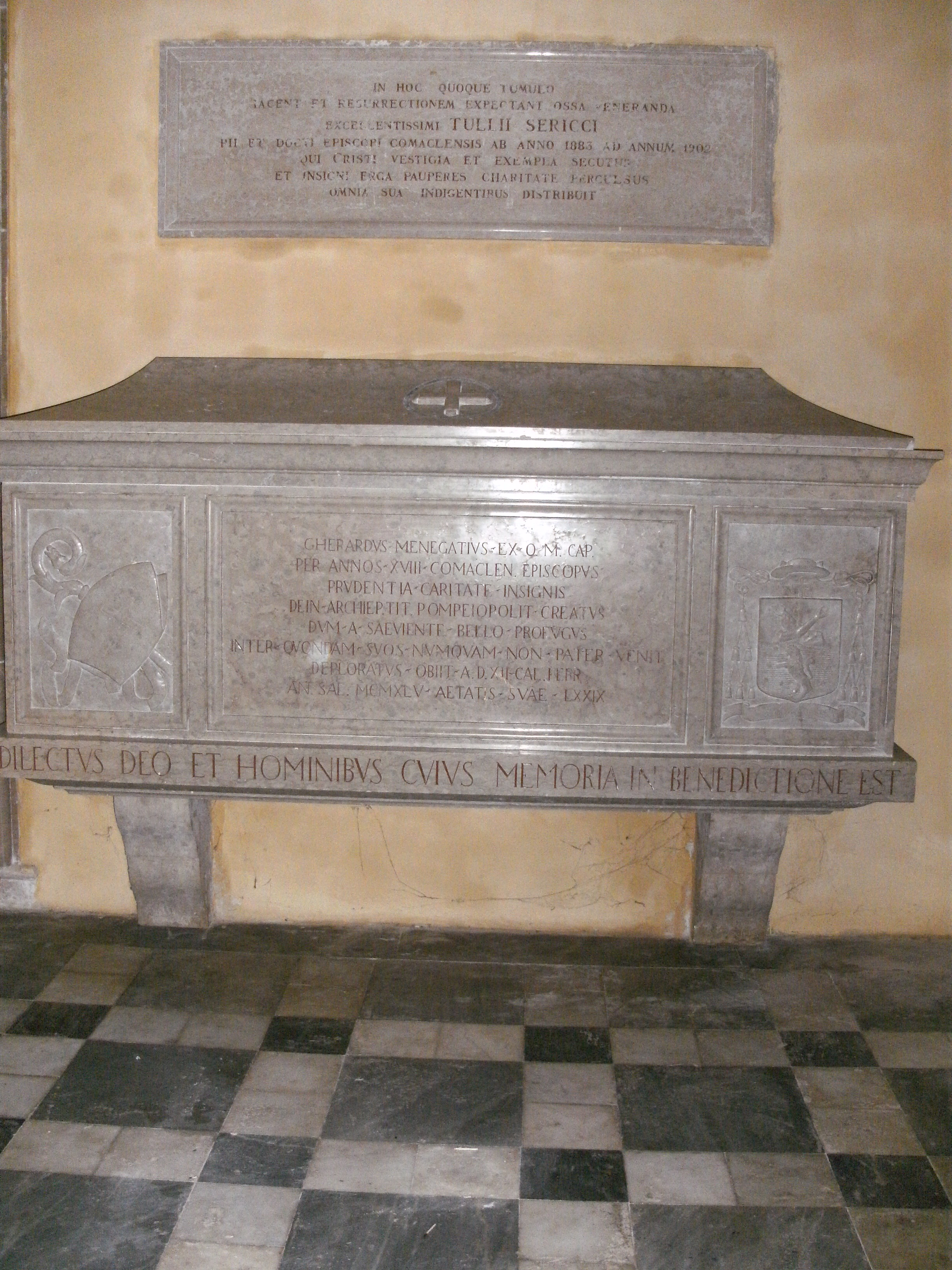
Eingemauerter Sarkophag in der Seitenkapelle unmittelbar rechts neben der Apsis.